# Регистър (компютър)
Вижте пояснителната страница за други значения на Регистър.
Регистърът в компютрите е последователна логическа схема, предназначена да съхранява информацията определено време и при необходимост да извършва логическа обработка върху нея. Регистрите се разделят на два основни типа: паралелни и преместващи. Регистрите се реализират основно с помощта на D тригери. Освен съхранението на цифрова информация те осигуряват и следната обработка:
- нулиране на регистъра
- предаване на информацията към друго устройство
- преобразуване на правия код в обратен и на обратния в прав
- преобразуване на информацията от паралелен в последователен вид и обратно
- преместване на информацията вляво или вдясно

При паралелните регистри информацията се съхранява в паралелен код и при запис и четене всички разряди се предават едновременно по своите линии.
При преместващите регистри всички разряди се подават последователно във времето един след друг, в точно определени моменти съвпадащи с тактовите сигнали.

## Паралелни регистри
Паралелните регистри са предназначени да приемат, съхраняват и предават низа на едно n-разрядно число. Нужни са толкова тригери колкото разрядно е числото. Тези регистри се реализират чрез D тригери. При постъпване на синхронизиращ сигнал регистрите „фиксират“ състоянието на D входовете. За това те се наричат още „фиксатори“ и биват два вида в зависимост от вида на тригерите:
- тригерите са от потенциален тип – разрешават се от нивото на синхронизиращия сигнал
- тригерите се управляват от фронта на тактовия импулс.

Съществуват следните разновидности паралелни регистри:
- регистър с режим „нулиране-запис-четене“ – записът се предхожда от нулиране на тригерите. След подаване на записваната информация се подава записващ импулс на тактовия вход
- регистър с режим „запис-четене“ – премахната е операцията нулиране. Думата се въвежда в парафразен код. Реализират се с RS тригери, като на входовете S и R се подават правата и инвертна стойност на съответния разряд.
- регистри с „четене в прав и обратен код“ – чете информацията от правите и инверсни изходи на тригерите.

## Преместващи регистри
Преместващия регистър представлява група от последователно свързани тригери, при които при постъпване на тактов импулс информацията се предава към следващия тригер. Основното предназначение на преместващите регистри е за преобразуване на информацията от последователен в паралелен вид и обратно. Преместващите регистри се класифицират по следния начин:

### По начина на първоначално записване на информацията
- с паралелен запис – на входа на всеки тригер се подава сигнал съответстващ на двоичния разряд;
- с последователен запис – информацията се подава порязрядно на входа на първия тригер. При всеки тактов импулс се извършва запис в следващия тригер, като цялото число се записва за толкова тактови импулса, колкото е броя на двоичните разряди.

### В зависимост от изходите на преместващия регулатор
- с последователен изход – изход на регистъра е изхода на последния тригер като едно n разрядно число се извежда за n тактови импулса
- с паралелно извеждане – всеки тригер има изход да извеждане на съответния разряд.

В зависимост от класификацията преместващите регистри могат да бъдат:
- с последователно въвеждане и последователно извеждане
- с последователно въвеждане и паралелно извеждане
- с паралелно въвеждане и последователно извеждане

### В зависимост от посоката на преместване на информацията
- еднопосочни – при тях тригерите са свързани неизменно
- реверсивни (двупосочни) – чрез допълнителни схеми се осъществява промяна във връзките между тригерите в преместване в една или друга посока.